# 卡努尼
50°30′29″N 27°38′37″E / 50.50806°N 27.64361°E
卡努尼（烏克蘭語：Кануни），是烏克蘭北部的村莊，隸屬日托米爾州的茲維亞赫爾區。該村面積2.05平方公里，海拔高度209米，2001年人口367，人口密度每平方公里179.37人。